# Kanonizacija
Kanonizacija ali proglasitev za svetnika je dejanje, s katerim neka oseba postane svetnik Rimskokatoliške cerkve. Pred tem mora ta oseba že nositi naziv blaženi, ki se mu nadene po postopku beatifikacije. Obe proglasitvi sta vedno opravljeni posthumno. Pogoj za kanonizacijo je vsaj en uradno priznan čudež na priprošnjo blaženega. V največ primerih gre za čudežno ozdravitev.
En primer čudeža ozdravitve, ki je privedel do kanonizacije, se je zgodil tudi v Sloveniji. Leta 1926 je v Ljubljani na priprošnjo blažene Ludovike de Marillac čudežno ozdravela usmiljenka Veronika Hočevar. Njen primer je poleg še enega podobnega primera iz Pariza bil upoštevan kot izpolnjen pogoj za kanonizacijo blažene Ludovike, ustanoviteljice usmiljenk, ki je bila razglašena za svetnico leta 1934.